# Saladin Said
Saladin Said (en amárico: ጻላህ ዐል ዺን ዓህመድ ጻኢድ) (n. 29 de octubre de 1988) es un futbolista etíope. Actualmente juega para el Wadi Degla FC de la Primera División de Egipto, y es miembro de la selección de fútbol de Etiopía.

## Trayectoria
| Club            | País    | Año         | Partidos | Goles |
| --------------- | ------- | ----------- | -------- | ----- |
| Saint George SA | Etiopía | 2007 - 2011 | 112      | 41    |
| Wadi Degla FC   | Egipto  | 2011 - 2012 | 71       | 20    |
| Lierse SK       | Bélgica | 2013        | 14       | 4     |
| Wadi Degla FC   | Egipto  | 2013 -      | 1        | 1     |

## Personal
Nació y creció en Asosa, Etiopía.